# Ellery Schempp
Ellery Schempp (Ellory Schempp, nació el 5 de agosto de 1940). Conocido en Estados Unidos por ser el hijo de Edward Schempp, quien demandó al sistema educativo de su distrito en El caso del distrito de Abington contra Schempp. Ellery fue uno de los primeros estudiantes de primaria en manifestar contra la obligación de rezar, de leer y escuchar lecturas obligatorias de la biblia en las escuelas públicas. Dicha protesta llevó a uno de los primeros juicios de este tipo. La histórica decisión de la Corte Suprema de los Estados Unidos en 1963 fallo a favor de Schempp considerando que el adoctrinamiento religioso obligatorio va en contra de la constitución al forzar a un estudiante a dichas prácticas sea cual sea su religión. 

## Biografía
Schempp nació en Filadelfia y creció en el barrio de Roslyn en Abington. En 1958 se graduó en la secundaria de Abington, y estudió en la universidad de Tufts University graduándose en física y geología. En 1967, Schempp recibió su  doctorado en física de la universidad de Brown University. Schempp, jubilado, reside actualmente en Boston, Massachusetts.
Stephen D. Solomon, profesor de la universidad de New York University, escribió un libro sobre Schempp y el caso que lo llevó a la Corte Suprema de los Estados Unidos titulado "La Protesta de Ellery: como un joven desafía a la tradición y provoca una batalla sobre la religión en las escuelas públicas." 

## Activismo
El 26 de noviembre de 1956, Schempp organizó una protesta en contra de la obligación de leer 10 versículos  de la Biblia y rezar el Padre Nuestro todos los días durante la clase de tutoría. Como medio para su protesta llevó a su escuela una copia del Corán en lugar de la Biblia; y por ello fue enviado directamente a la oficina del director. Schempp cuenta con el apoyo de su familia, y con la ayuda de su padre, Edward Schempp y de la Unión Estadounidense por las Libertades Civiles, demandaron ante la justicia al distrito escolar de Abington por su política sobre la lectura obligatoria de la Biblia.
Durante muchos años, Schempp, y luego sus hermanos menores Roger y Donna, continuaron defendiendo su caso contra esta política del distrito escolar en la corte. La Corte Suprema de los Estados Unidos decidió a favor de la familia Schempp en 1963, cinco años después que él se graduó de la secundaria. Esta decisión genera un importante precedente:  quedó establecido que las escuelas públicas no tienen el derecho de patrocinar ningún tipo de activismo religioso y exige a los estudiantes, en cada momento, a formar parte y vigilar en que se mantenga la Separación Iglesia-Estado en las escuelas públicas.
Schempp se considera a sí mismo como un ateísta y apoya a las organizaciones Unitarias Universalistas, es un fuerte defensor de la Unión Estadounidense por las Libertades Civiles y la Separación Iglesia-Estado. El es un orador reconocido en las reuniones de los Unitarios Universalistas y del humanismo secular, en ellas siempre habla de su historia de protesta, el estado actual de la democracia, la constitución, y los derechos civiles.
Schempp es miembro de la Asociación Humanista Estadounidense y Americanos Unidos por la Separación Iglesia-Estado. En 1996, el recibió el premio a la Libertad Religiosa de los Americanos Unidos. Forma también parte de la junta asesora de Alianza Laica de Estudiantes y de la Secular Coalition for America. El ha viajado por todos los Estados Unidos hablando de estas experiencias.
En el año 2002, Schempp fue elegido para el salón de la fama de la secundaria de Abington por sus logros en física. En el premio de reconocimiento se incluyó la nota “Inició la demanda contra la oración en la escuela de Abington que fue finalmente decidida por la Corte Suprema de los Estados Unidos en 1963.” Cuando recibió el premio, en su discurso, no mencionó nada sobre el caso judicial, excepto que abrió con la frase "Yo nunca pensé que me invitarían de nuevo aquí"

## Física
Schempp tituló su tesis doctoral "Resonancia Cuadrupolar Nuclear en Compuesto Heterocíclico de Nitrógeno". Este trabajo fue el precursor para el desarrollo de la técnica médica conocida como Imagen por resonancia magnética (IRM) en la que trabajó la mayor parte de su carrera